# Зопови-Оседле
Зопови-Оседле (пол. Zopowy-Osiedle, нім. Siedlung Soppau) — село в Польщі, у гміні Ґлубчиці Ґлубчицького повіту Опольського воєводства.